# إليزابيث أليوت
إليزابيث أليوت (بالإنجليزية: Elisabeth Elliot)‏ هي مبشرة وكاتِبة أمريكية، ولدت في 21 ديسمبر 1926 في بروكسل في بلجيكا، وتوفيت في 15 يونيو 2015 في غلوستر في الولايات المتحدة.

## وصلات خارجية
- الموقع الرسمي